# James Juvenal
James Benner Juvenal, detto Jim (Filadelfia, 12 gennaio 1874 – Filadelfia, 1º settembre 1942), è stato un canottiere statunitense.
Juvenal partecipò ai Giochi olimpici di Parigi 1900 con la squadra Vesper Boat Club di Filadelfia nella gara di otto, in cui conquistò la medaglia d'oro. Prese parte anche ai Giochi olimpici di Saint Louis 1904 nella gara del singolo, in cui giunse conquistò la medaglia d'argento.

## Palmarès
| Anno | Manifestazione  | Sede      | Evento  | Risultato |
| ---- | --------------- | --------- | ------- | --------- |
| 1900 | Giochi olimpici | Parigi    | Otto    | Oro       |
| 1904 | Giochi olimpici | St. Louis | Singolo | Argento   |